# Репейница
Репейница, или чертополоховка, или чертополоховая углокрыльница (лат. Vanessa cardui) — дневная бабочка из семейства Nymphalidae. Латинское видовое название происходит от лат. Carduus — чертополох, одного из кормовых растений гусениц данного вида.

## Описание
Длина переднего крыла 26—31 мм, размах крыльев 47—65  мм.
Цвет крыльев сверху светло-кирпично-красный с чёрными пятнами, образующими посередине переднего крыла поперечную перевязь. Вершина передних крыльев чёрная с белыми пятнами. Нижняя сторона задних крыльев с тёмными и светлыми разводами и 4—5-ю глазчатыми пятнами (жёлтыми с синим ядром) перед оторочкой.
Половой диморфизм не выражен.

## Распространение
Широко распространена, не встречается только в Южной Америке. На севере Европы доходит до побережий арктических морей, отдельные особи долетают до Исландии, Шпицбергена, Колгуева и других северных островов, однако зимовать может только на юге Европы. Севернее Альп бабочки мигрируют.
На севере бабочки проникают в тундры, но потомства там не оставляют; в таёжной зоне, к югу от гипоарктического пояса, местным является лишь летнее поколение.

## Местообитания
Встречается на лесных опушках, полянах, обочинах дорог, полях, лугах, по берегам рек, в пустошах, заросших сорной растительностью. Также широко встречается в антропогенных биотопах. В горах репейница порой поднимается до высотного пояса в 2500—3000 м над уровнем моря.

## Время лёта
В средней полосе Восточной Европы первые бабочки данного вида встречаются в конце мая — середине июня. Отличаются потрёпанным и выцветшим внешним видом. Это поколение бабочек, прилетевших с юга.

Бабочки второго поколения летают с середины июля до первой декады октября и, вероятнее всего, мигрируют обратно на юг. В южных районах Восточной Европы возможно развитие до 4 поколений за год, в зависимости от климатических условий. В данных регионах отмечается «смазывание» фенологических показателей: так, в степной зоне Украины во второй половине лета одновременно можно обнаружить все стадии развития данного вида. В этих же регионах возможна зимовка на стадии имаго или (и гораздо реже) куколки.

## Размножение
Самки откладывают по 1 яйцу на листья кормовых пород растения. Гусеницы строят убежища из нескольких свернутых листьев, скрепленных между собой шелковиной. В подобном «убежище» гусеница выедает отверстие между жилками листьев. На протяжении своей жизни одна гусеница делает 7—9 подобных «убежищ» из листьев. Гусеницы пятого возраста иногда покидают убежища и живут открыто. Их окраска изменчива и, вероятно, зависит от кормового растения. Куколка свободная, прикреплена головой вниз. Длительность стадии куколки — 2—3 недели.

### Кормовые растения гусениц
Тысячелистник, чертополох, крапива жгучая, соя культурная, мать-и-мачеха обыкновенная, крапива двудомная. На севере гусеницы развиваются почти исключительно на крапиве жгучей, чертополохе курчавом и бодяке полевом.

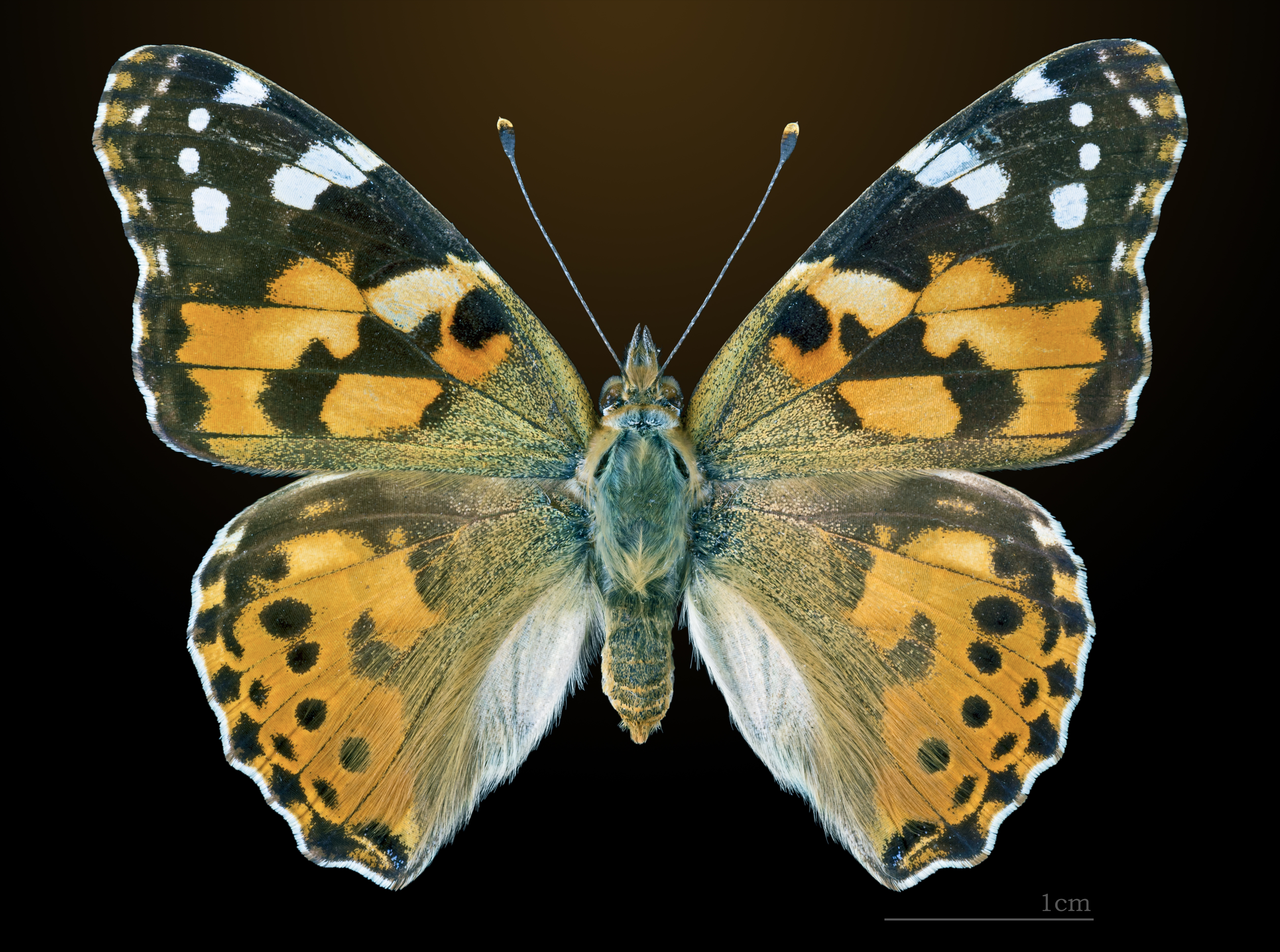
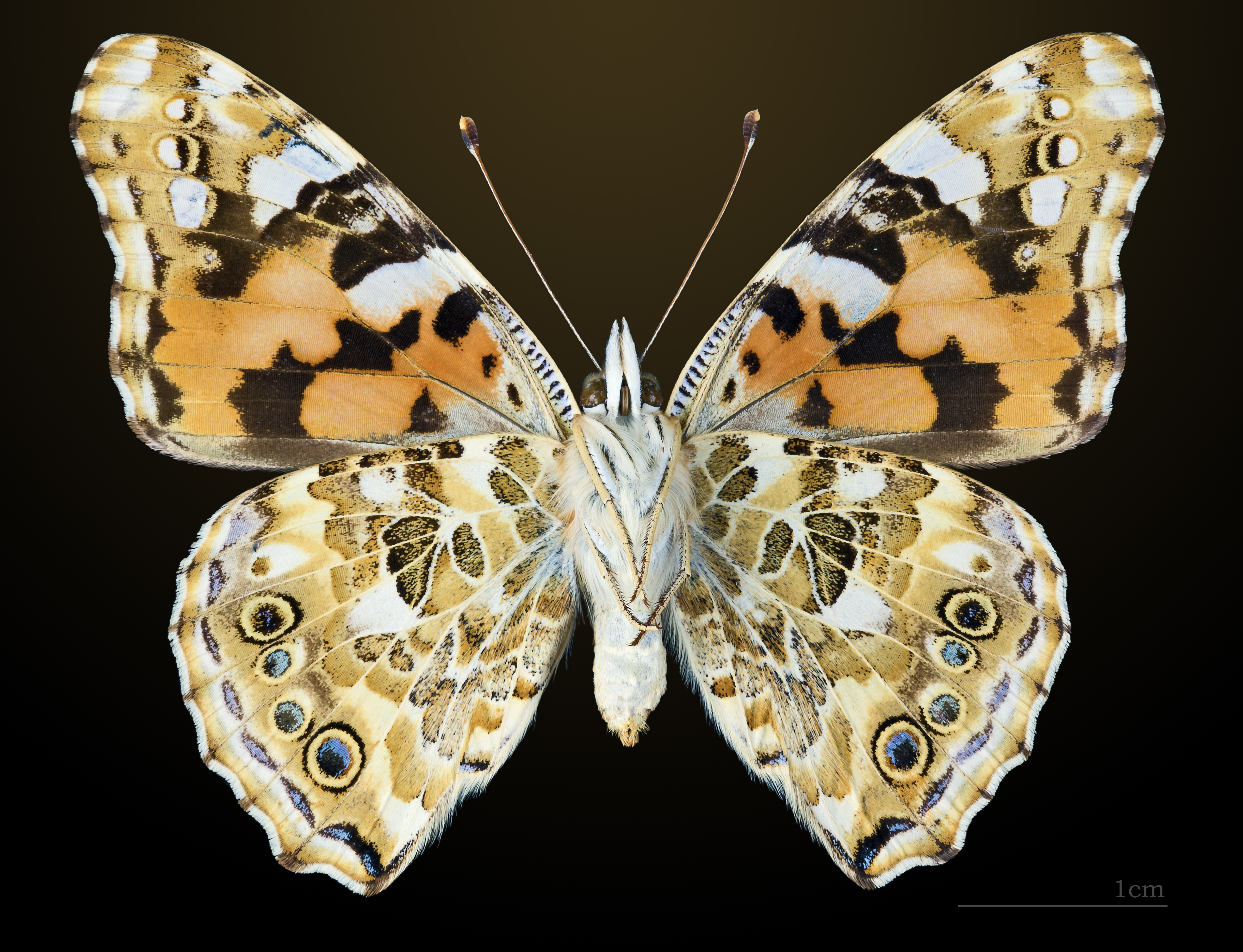
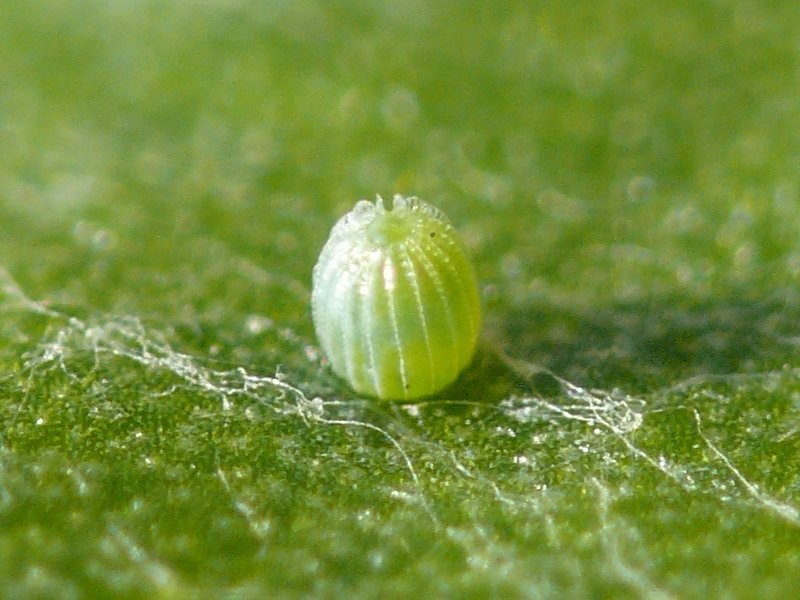
Яйцо
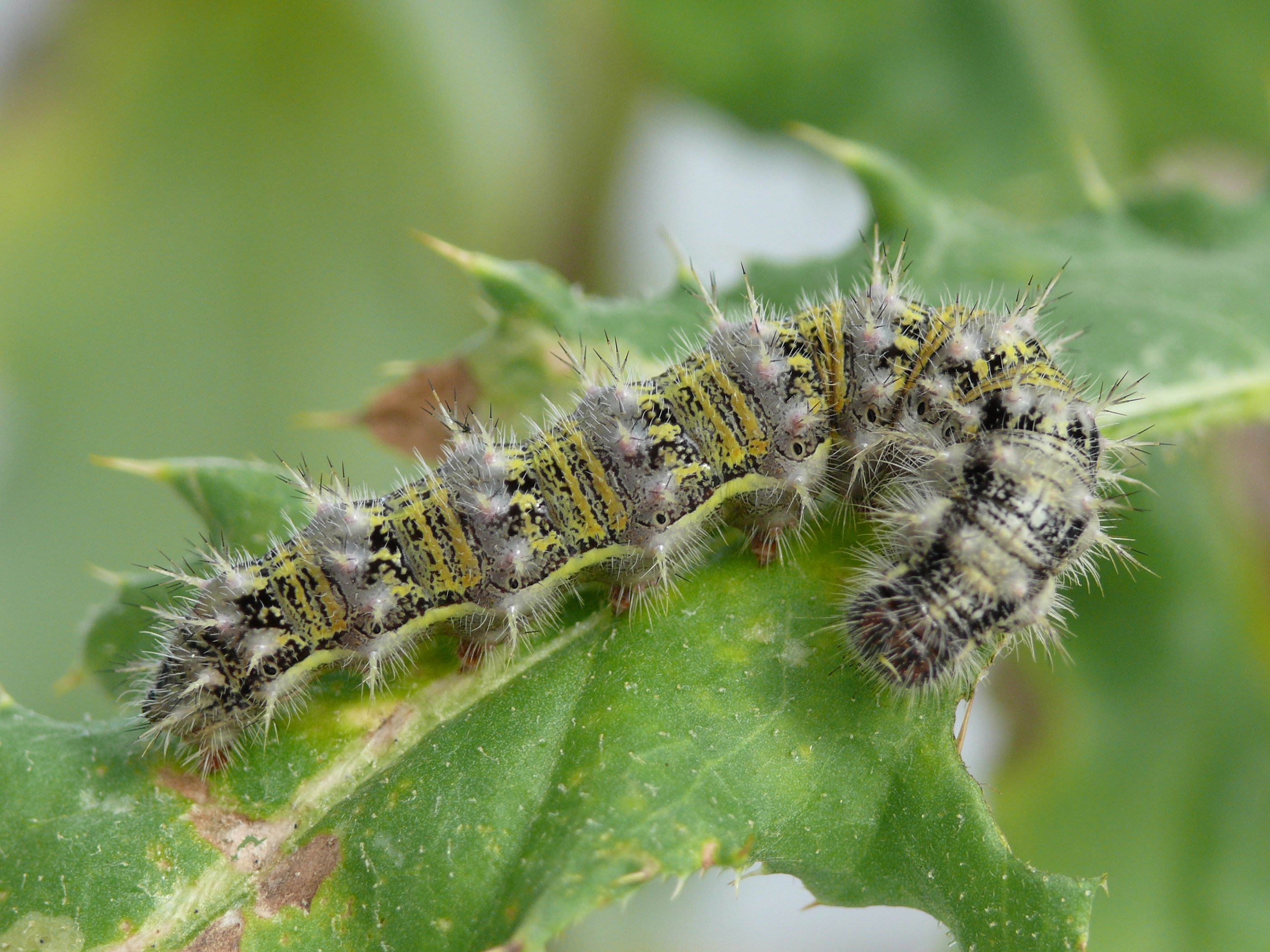
Гусеница
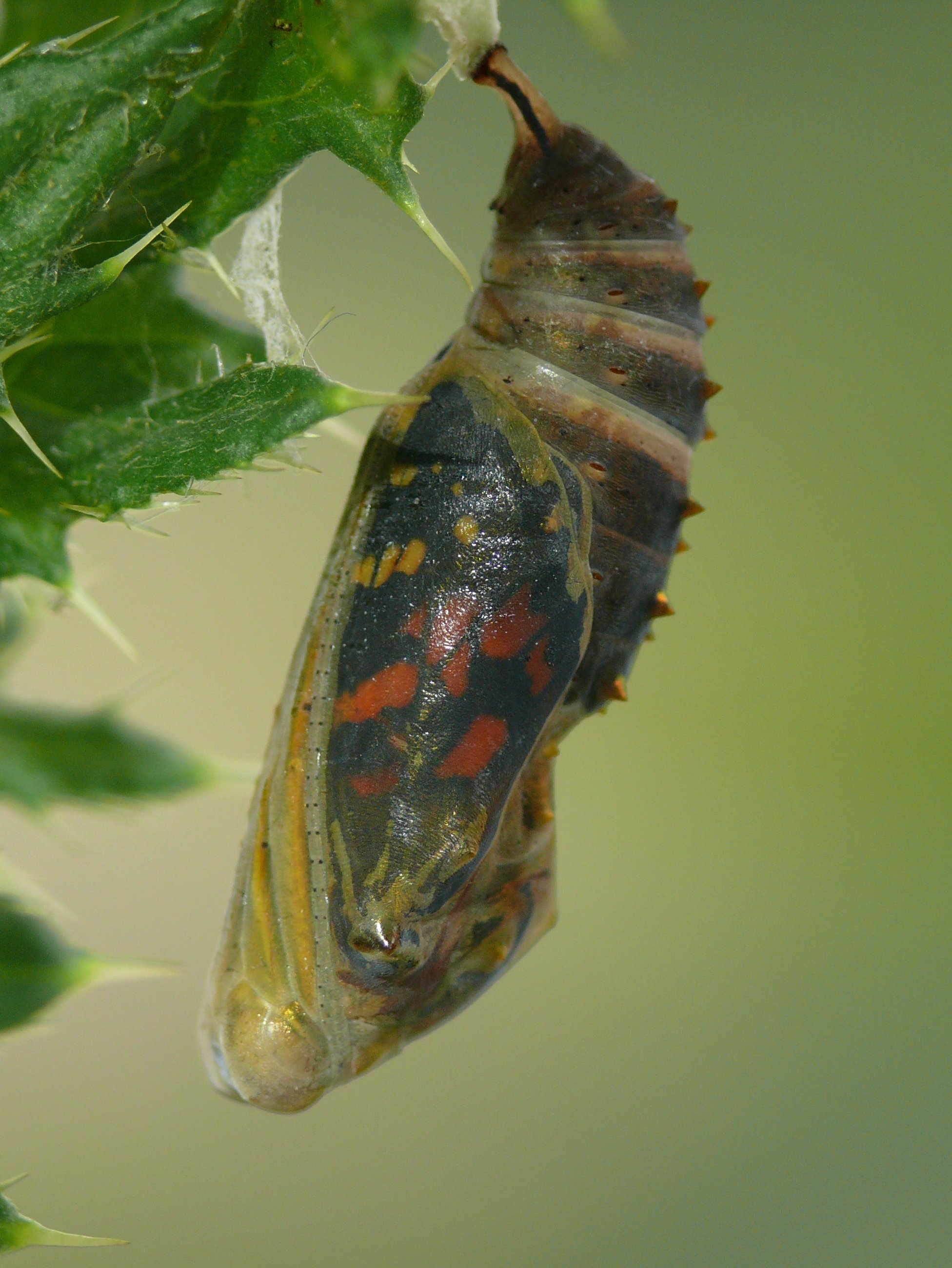
Куколка
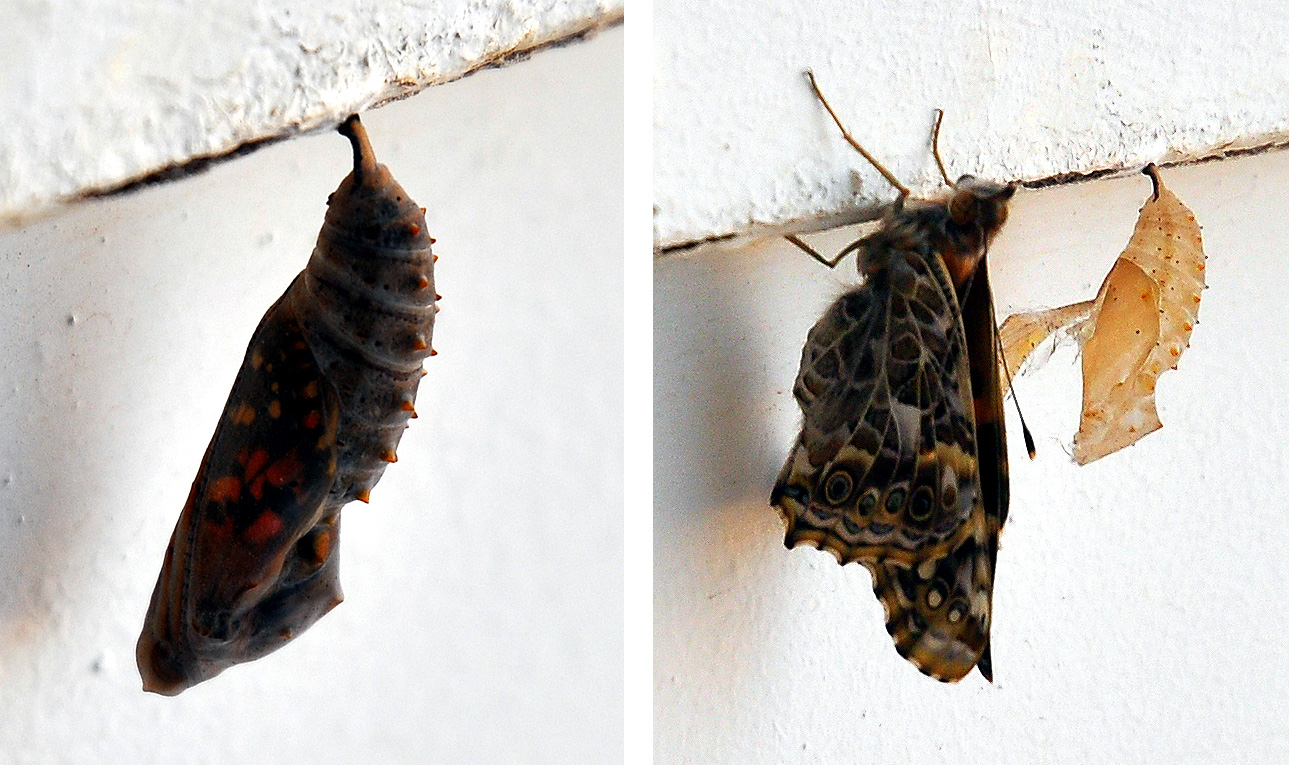

## Миграции

Схема маршрута миграции репейницы в Европе.

Способна к миграциям. Бабочки летнего поколения зимуют в Северной Африке, где они размножаются и новое поколение репейниц мигрирует на север, где выводится летнее поколение бабочек. В конце лета бабочки этого поколения мигрируют обратно в Африку. Весной цикл повторяется снова. При миграциях репейницы летят группами, со скоростью 25—30 км/ч и могут преодолевать до 500 км в день. Общая протяжённость их перелёта достигает 5000 км. Репейницы, обитающие в Северной Америке и Австралии, также совершают осенне-весенние миграции, но маршруты этих миграций иные. Наиболее массовые миграции репейницы на Европейский Север, проходящие широким фронтом от Урала до Скандинавии, наблюдались в 1996, 1996 и 2009 гг.